# Tossa de Pibernat
Tossa de Pibernat är en bergstopp i Spanien.   Den ligger i provinsen Província de Girona och regionen Katalonien, i den östra delen av landet, 500 km öster om huvudstaden Madrid. Toppen på Tossa de Pibernat är 1 195 meter över havet.
Terrängen runt Tossa de Pibernat är huvudsakligen kuperad.Runt Tossa de Pibernat är det glesbefolkat, med 15 invånare per kvadratkilometer. Närmaste större samhälle är Olot, 10,5 km nordost om Tossa de Pibernat. I omgivningarna runt Tossa de Pibernat växer i huvudsak blandskog.